# АЕС Благутовиці
Атомна електростанція Благутовиці (чеськ. Jaderná elektrárna Blahutovice, скорочено EBL або JEBLA) була третьою чехословацькою атомною електростанцією, яка розглядалася на території пізнішої Чеської Республіки та мала бути розташована в кадастрі муніципалітету Благутовиці. Вона мала два, пізніше чотири реактори ВВЕР. Плани були припинені після 1989 року.

## Історія та технічна інформація

### Витоки
Благутовицька електростанція була запланована ще за соціалістичної Чехословаччини як одна з головних споруд енергетичної системи Чехословаччини та колишньої РЕВ. Вона мала бути побудована частково одночасно з АЕС Тетов і Кецеровці. Вибір місця поблизу Острави пов’язаний з оптимальною можливістю використання відпрацьованого тепла для централізованого опалення. Теплова потужність, яку електростанція постачатиме на опалення, становитиме 2600 МВт.
Вона мала містити два, пізніше чотири блоки типу ВВЕР-1000/320, кожен з валовою електричною потужністю 1000 МВт і тепловою потужністю 3000 МВт, і планувалося ввести в експлуатацію в 2003 році, через шість років після запланованого завершення атомної електростанції Темелін.

### У 1989 році
У 1989 році в наказ були внесені зміни, і план будівництва Тетовської атомної електростанції було припинено. Крім того, АЕС Кецеровці, будівництво якої планувалося на сході Словаччини, мала вищий пріоритет, ніж АЕС Благутовиці. Причина – інвестиційний план обох станцій. Хоча план для Кецеровців вже був повністю затверджений, Благутовиці були лише пропозицією. Після розпаду Чехословаччини в 1993 році Чехія доручила Westinghouse модернізацію атомної електростанції Темелін. Це місце кілька разів згадувалося після революції як можливе місце для будівництва атомної електростанції після 2000 року, але жодного прогресу не було досягнуто. Незважаючи на те, що інвестиції з чеської сторони були дуже капіталомісткими, майданчик у Темеліні, перший блок якого було введено в експлуатацію у 2000 році, продемонстрував позитивний економічний розвиток регіону.
У 1990-х роках проект (подібно до проекту електростанції Тетов і Кецеровці) було зупинено на невизначений термін.

### Деталі розташування
Сейсмічні дослідження в районі Благутовиць проводяться з 1983 року. У 1986 році на місці було створено мережу реєстрації мікроземлетрусів, але цього виявилося недостатньо для сейсмічного аналізу, оскільки геологія місця та прилеглої території була складнішою, ніж передбачалося. Восени 1986 року була зареєстрована мережа землетрусів, епіцентр яких був у Єсениках. Як виявилося, цей землетрус стався через Клепачовський розлом поблизу міста Шумперк. Землетруси в цьому районі навколо Опави не були рідкістю, але раніше вважалося, що причиною є мережа менших розломів у регіоні. В інших місцях між 1984 і 1987 роками в цьому районі були зареєстровані інші слабкі землетруси. Сильні землетруси були задокументовані в цьому районі в історії. Найсильніший стався в жовтні 1883 року поблизу міста Штернберк, що знаходиться приблизно в 50 кілометрах на захід-північний захід від місця. Інший землетрус, наслідки якого були задокументовані, стався в тому ж епіцентрі в 1843 році.

## Інформація про реактори
| Реактор       | Тип реактора  | Продуктивність | Продуктивність | Початок будівництва | Підключення до мережі | Введення в експлуатацію | Закриття |
| Реактор       | Тип реактора  | Нетто          | Брутто         | Початок будівництва | Підключення до мережі | Введення в експлуатацію | Закриття |
| ------------- | ------------- | -------------- | -------------- | ------------------- | --------------------- | ----------------------- | -------- |
| Благутовиці-1 | ВВЕР-1000/320 | 950 МВт        | 1000 МВт       | 1997                |                       | березень 2003           |          |
| Благутовиці-2 | ВВЕР-1000/320 | 950 МВт        | 1000 МВт       | 1998                |                       | вересень 2004           |          |
| Благутовиці-3 | ВВЕР-1000/320 | 950 МВт        | 1000 МВт       | 2001                |                       | грудень 2005            |          |
| Благутовиці-4 | ВВЕР-1000/320 | 950 МВт        | 1000 МВт       | 2002                |                       | грудень 2006            |          |